# Фільгертсгофен
Фільгертсгофен (нім. Vilgertshofen) — громада в Німеччині, розташована в землі Баварія. Підпорядковується адміністративному округу Верхня Баварія. Входить до складу району Ландсберг. Складова частина об'єднання громад Райхлінг.
Площа — 27,14 км2. Населення становить 2735 ос. (станом на 31 грудня 2020).